# 舍蘭德島
舍蘭德島（英語：Scholander Island），是南極洲的島嶼，處於沃特金斯島以東2.8公里，屬於比斯科群島的一部分，根據英國探險隊拍攝的空中照片繪入地圖，以美國的生理學家命名，現時由南極條約體系管理。